# Miroslav Lilić
Miroslav Lilić (Siverić, 8. travnja 1944. - 25. srpnja 2023.) - hrvatski novinar, direktor programa TV Zagreb i HRT-a, urednik TV Dnevnika, glavni urednik Nove TV, predsjednik uprave diskografske kuće Croatia Records
Rođen je 8. travnja 1944. u Siveriću kod Drniša. Gimnaziju je završio u Drnišu 1965., a studij južnoslavenskih jezika i književnosti te komparativne književnosti na Filozofskom fakultetu u Zagrebu 1983. godine. Njegov otac Mate Lilić bio je jedan od prvih poslijeratnih ministara u Titovu režimu, od 1945. do 1948. bio je direktor rudnika u Zagori, a potom je postao ministar rudarstva.
Počeo je raditi kao suradnik u poznatim novinama „Plavi vjesnik”, od 1967. djelovao je u Informativnoj redakciji RTV-a Zagreb kao novinar i urednik dnevnih informativnih emisija „Jučer, danas, sutra” i „Kronika”, zatim kao urednik dnevnoga programa od 1974. do 1978. godine, potom odgovorni urednik informativno-političkoga programa te od 1986. do 1992. godine - glavni urednik programa.
Karijeru mu je obilježila činjenica, da je njemu pripala dužnost da pročita vijest o smrti Josipa Broza Tita 4. svibnja 1980. godine.
Godine 1991. pokrenuo je 3. program HTV-a i vodio je i osmislio ratni program "Za slobodu" za vrijeme Domovinskog rata. Inicirao je suradnju s autorima i izvođačima antiratnih glazbenih spotova („Stop the War in Croatia” Tomislava Ivčića te „Moja domovina” Zrinka Tutića i Rajka Dujmića). Od 1994. do 2004. bio je na čelu uprave diskografske kuće Croatia Records, a od 2004. do umirovljenja 2009. bio je savjetnik na HRT-u. Predavao je na studiju novinarstva na Fakultetu političkih znanosti u Zagrebu.
Dobitnik je brojnih nagrada, među kojima su: „Zlatno pero” Društva novinara Hrvatske (1976. i 1984.) i Nagrada "Ivan Šibl" 2007. godine. Dobitnik je Spomenice Domovinskog rata, a odlikovan je i Redom hrvatskog pletera. 2024. na dodjeli Večeranjakove ruže 2023. dobio je „Ružu za životno djelo”.